# Sapucaia do Sul
Sapucaia do Sul egy község (município) Brazíliában, Rio Grande do Sul államban, Porto Alegre metropolisz-övezetében (Região Metropolitana de Porto Alegre, RMPA). 2021-ben a község népességét 142 508 főre becsülték.

## Története
Területén 1737-ben Antônio de Souza Fernando egy Fazenda do Cerro nevű farmot alapított, amely a Sinos-folyótól egészen a Gravataí-folyóig terjedt. A Fazenda do Cerro benépesítéséhez befogták a vidék szabadon élő szarvasmarháit, amelyeket régen a redukciókat fenntartó jezsuiták tenyésztettek, majd a missziók pusztulása után elvadultak. Közel két évszázadig a szarvasmarha-tenyésztés volt az itteniek fő foglalatossága. A 19. század végén vágóhidak jelentek meg, a 20. század elején már nyolc vágóhíd látta el a környék településeit, közöttük Porto Alegre városát is. A vasút kiépítése után a farmok átadták a helyüket a nagy gazdaságoknak, amelyekhez vonaton szállították más helyekről a szarvasmarhákat.
1912-ben São Leopoldo község kerületévé nyilvánították Sapucaia néven (a sapucaia a Lecythis pisonis növény tupi–guarani neve). Mivel mindössze 25 kilométerre volt Porto Alegretől, és vasúti összeköttetésben állt vele, divatos lett a főváros gazdag családjai körében, hogy Sapucaián építsék fel nyaralóikat és villáikat. A nagybirtokosok kis területekre osztották fel földjeiket, amelyeket aztán eladtak a fővárosiaknak.
Az iparosodás 1940 körül, a BR116 országút megépítésével kezdődött. Az állam kormánya adómentességet biztosított az itteni vállalatoknak, így erős gazdasági növekedés kezdődött, a kerület pedig 1961-ben függetlenedett São Leopoldotól és 1962-ben Sapucaia do Sul néven független községgé alakult.

## Leírása
Székhelye Sapucaia do Sul, további kerületei nincsenek. Távolsága Porto Alegre központjától 25 km, repülőterétől 19 km, de közel van más nagy központokhoz, például Gravataíhoz és Cachoeirinhahoz is, ez a kiváltságos helyzet pedig elősegíti az ipar és a szolgáltatások fejlődését. Fő iparágak a kohászat, acélgyártás, textilipar, élelmiszeripar. Itt van Latin-Amerika egyik legnagyobb és leglátogatottabb állatkertje, területe 780 hektár, évente mintegy 400 000 ember keresi fel.